# هوارد كورك
هوارد كورك (بالإنجليزية: Howard Crook)‏ هو مغني أوبرا أمريكي، ولد في 15 يونيو 1947 في مقاطعة بيرغن في الولايات المتحدة.

## وصلات خارجية
- هوارد كورك على موقع IMDb (الإنجليزية)
- هوارد كورك على موقع ميوزك برينز (الإنجليزية)
- هوارد كورك على موقع أول ميوزيك (الإنجليزية)
- هوارد كورك على موقع ديسكوغز (الإنجليزية)